# Nathan Chen
Nathan Wei Chen (Salt Lake City, 5 maggio 1999) è un pattinatore artistico su ghiaccio statunitense.
È vincitore del bronzo nella gara a squadre delle Olimpiadi Invernali del 2018 e campione mondiale nel 2018, oltre ad avere vinto l'oro ai Campionati dei Quattro Continenti nel 2017. Alla finale del Grand Prix ha vinto l'oro nella stagione 2017-18 e l'argento nella stagione 2016-17. A livello nazionale ha vinto i campionati statunitensi nel 2017 e nel 2018.
Nella sua carriera in categoria junior ha vinto il bronzo ai campionati mondiali junior del 2014 e l'oro alla finale del Grand Prix junior 2015-16.
È il primo pattinatore nella storia ad aver atterrato cinque differenti tipi di salti quadrupli in competizione (quadruplo toe loop, salchow, loop, flip e lutz).
Chen è stato incluso nell'elenco degli sport 30 under 30 del 2020 di Forbes. Nel 2022, è apparso nell'elenco delle persone più influenti al mondo stilato da Time 100 ed è stato annunciato come una delle icone di Harper's Bazaar. Chen ha scritto due libri: il suo libro di memorie One Jump at a Time: My Story e il libro per bambini Wei Skates On.

## Vita privata
Chen è nato nel 1999 a Salt Lake City. Oltre al pattinaggio di figura ha praticato il balletto alla Ballet West Academy. È stato ammesso alla Università Yale nel 2018. Dopo il secondo anno, Chen ha preso un congedo per prepararsi ai XXIV Giochi olimpici invernali, ma è tornato alla fine del 2022 per completare la sua laurea in statistica e scienza dei dati. Dovrebbe laurearsi a Yale alla fine del semestre primaverile del 2024 e inizierà un programma premedico post-diploma di maturità nel giugno 2024 in preparazione alla facoltà di medicina.
Il 26 gennaio 2023, il presidente degli Stati Uniti Joe Biden ha riconosciuto Chen durante un discorso alla Casa Bianca, dove Chen era ospite al ricevimento del capodanno lunare del presidente e first lady Jill Biden.

## Carriera

### In categoria junior
Nathan Chen ha cominciato a pattinare all'età di tre anni.
Nel 2012 ha vinto il titolo nazionale maschile in categoria junior e a partire dalla stagione 2012-13 ha cominciato a gareggiare in categoria junior a livello internazionale, prendendo parte al circuito dello Junior Grand Prix. Alla sua prima tappa di Grand Prix, il JGP Austria, ha vinto la competizione con un punteggio di 222,00, il più alto punteggio mai fatto registrare nel circuito juniores. A causa di un infortunio ha dovuto però ritirarsi dalla seconda tappa a lui assegnata, non permettendogli quindi di qualificarsi per la finale del Grand Prix Junior. Nella stessa stagione, Chen ha vinto la medaglia di bronzo ai campionati nazionali junior.

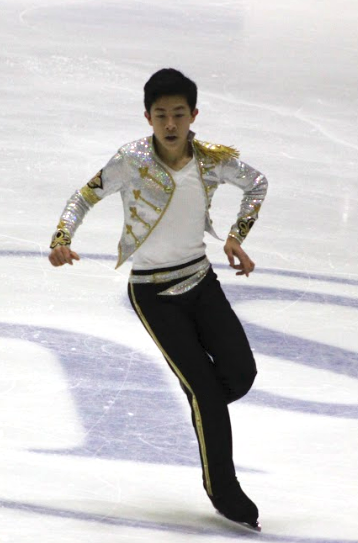
Nathan Chen nel 2015.

Nella stagione 2013-14, Chen ha nuovamente preso parte al circuito del Grand Prix Junior, vincendo entrambe le tappe a lui assegnate: il JGP Messico e il JGP Bielorussia. Si è così qualificato per la finale, tenutasi a Fukuoka, in Giappone, in occasione della quale ha vinto la medaglia di bronzo. Sempre durante questa stagione, Chen ha vinto il suo secondo titolo nazionale junior e la medaglia di bronzo ai campionati mondiali junior tenutisi a Sofia, in Bulgaria, nel marzo del 2014. L'anno successivo ha nuovamente preso parte ai campionati junior, questa volta classificandosi quarto.
Ha vinto la sua prima finale del Grand Prix Junior nella stagione 2016-17, dopo essersi qualificato brillantemente grazie ai due ori vinti nelle tappe del circuito.

### In categoria senior
Nathan Chen ha cominciato a gareggiare in categoria senior a livello nazionale già dalla stagione 2014-15. Ai campionati nazionali statunitensi del 2015 si è classificato ottavo, e terzo l'anno successivo dietro a Max Aaron e ad Adam Rippon.

#### Stagione 2016-17
Nella stagione 2016-17 ha fatto il suo debutto senior a livello internazionale, vincendo la medaglia d'oro al Finlandia Trophy davanti al canadese Patrick Chan di 7,71 punti. Ha fatto il suo debutto nel circuito Grand Prix al Trophée de France di Parigi, terminando in quarta posizione, e in seguito ha preso parte all'NHK Trophy a Sapporo, in Giappone, classificandosi secondo dietro a Yuzuru Hanyū. Si è qualificato quindi per la sua prima finale del Grand Prix tenutasi a Marsiglia, in Francia. Quinto dopo il programma corto, ha poi ottenuto il miglior punteggio nel programma libero, atterrando quattro salti quadrupli e terminando al secondo posto nella classifica finale con 282,85 punti, dietro soltanto al campione olimpico in carica Yuzuru Hanyū. Ha poi preso parte ai campionati nazionali, atterrando due salti quadrupli nel programma libero e cinque nel programma corto, un record nel pattinaggio di figura. Grazie al titolo nazionale ottenuto e agli ottimi risultati nel circuito del Grand Prix, Chen è stato selezionato per rappresentare gli Stati Uniti ai campionati mondiali assieme al connazionale Jason Brown. Prima di prendere parte ai campionati del mondo, Chen ha preso parte anche ai Campionati dei Quattro Continenti, vincendo la medaglia d'oro e diventando il terzo pattinatore nella storia ad ottenere un punteggio oltre i 100 punti nel programma corto, dopo Yuzuru Hanyū e Javier Fernández. In aprile ha quindi partecipato ai campionati mondiali ad Helsinki, con l'ambizione di eseguire ben otto salti quadrupli, due nel programma corto e sei nel libero. A causa di alcune cadute ha però dovuto accontentarsi della sesta posizione nella classifica finale.

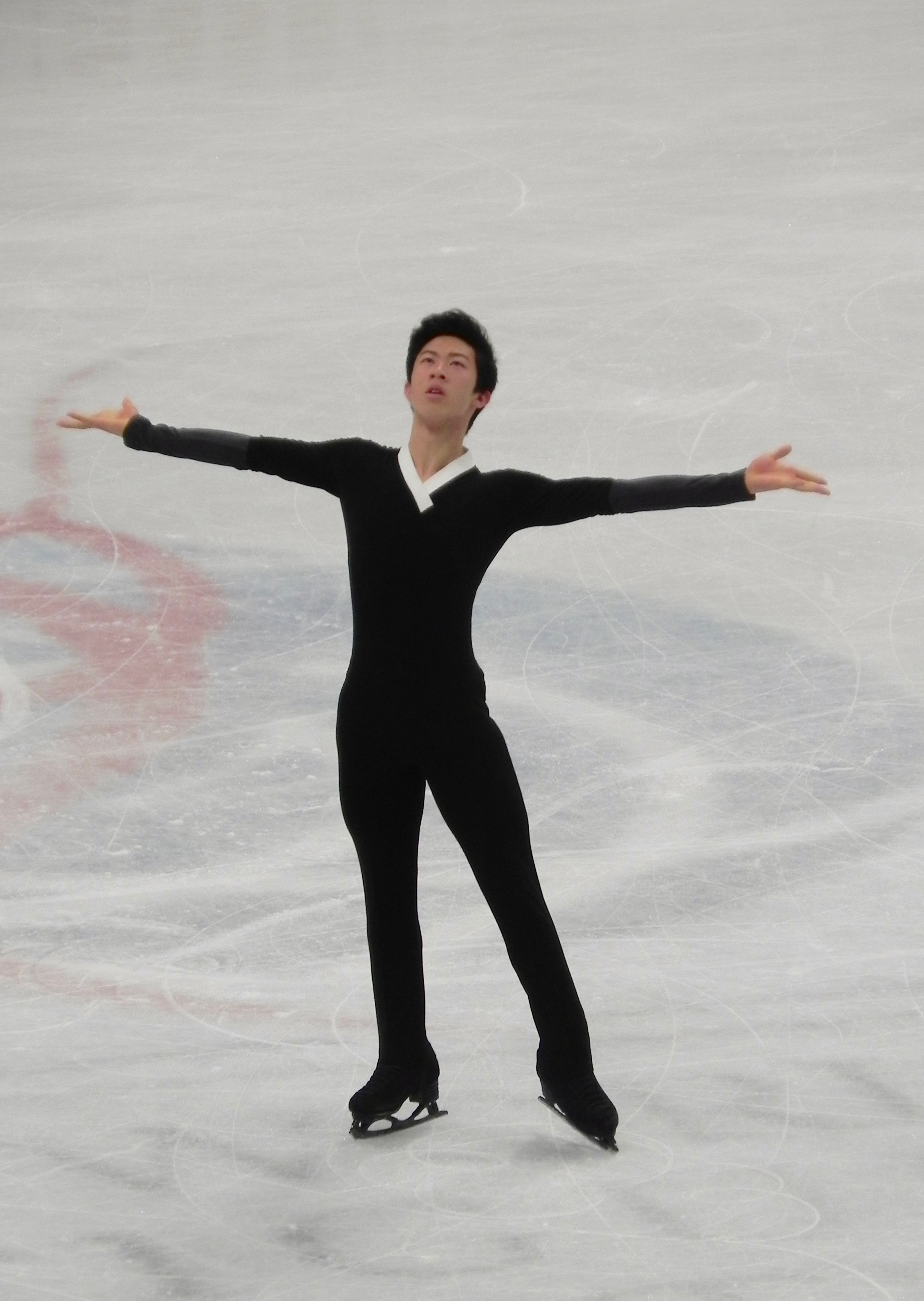
Nathan Chen ai campionati mondiali del 2018, a Milano.

#### Stagione 2017-18
Nella stagione 2017-18, Chen ha aggiunto ai quattro tipi di quadrupli del suo arsenale anche un quinto salto, il quadruplo rittberger. Ha vinto entrambe le tappe del Grand Prix a cui ha partecipato, la Rostelecom Cup e Skate America, qualificandosi per la finale di Nagoya come uno dei favoriti, anche grazie all'assenza di molti dei suoi maggiori rivali, tra cui Javier Fernández, Boyang Jin e Yuzuru Hanyu. Ha vinto la competizione con 286,51 punti, davanti al giapponese Shōma Uno di soli 0.50 punti. In gennaio ha vinto anche i campionati nazionali statunitensi, in occasione dei quali ha eseguito un totale di sette salti quadrupli, due nel programma corto e cinque nel libero. Dopo quest'evento, Chen è stato selezionato per partecipare alle Olimpiadi. Assieme a Mirai Nagasu, Bradie Tennell, Adam Rippon, Alexa Scimeca Knierim, Chris Knierim, Maia Shibutani e Alex Shibutani, ha preso parte alla gara a squadre dei Giochi Olimpici Invernali di Pyeongchang, vincendo la medaglia di bronzo. Nell'individuale, dopo un programma corto disastroso che lo ha relegato in diciassettesima posizione, Chen ha tentato un libero da sei salti quadrupli, proponendo il miglior libero della giornata. Un punteggio di 215,08 gli ha permesso di rimontare fino alla quinta posizione, dietro a Boyang Jin, quarto, e ai tre medagliati, Javier Fernández, Shōma Uno e Yuzuru Hanyū. Come ultima competizione della stagione ha preso parte ai campionati mondiali di Milano 2018, ai quali è stato assente il campione olimpico in carica e il bronzo olimpico Fernández, ma a cui ha partecipato il vice campione olimpico, Shōma Uno, e il quarto classificato alle Olimpiadi, Boyang Jin. Chen si è classificato primo in entrambi i segmenti di gara, atterrando sei salti quadrupli nel programma libero e diventando, a diciott'anni, il più giovane campione del mondo dopo Evgenij Pljuščenko nel 2001. I suoi punteggi, 101,94 nel programma corto e 219,46 nel libero, gli hanno valso un punteggio totale di 321,40, a 47,73 punti dal secondo classificato. La vittoria di Chen, unita all'undicesima posizione del connazionale Max Aaron, ha permesso agli Stati Uniti di assicurarsi tre posti per i mondiali del 2019.

## Libri
Il libro di memorie di Chen One Jump at a Time: My Story è stato pubblicato in inglese da HarperCollins nel novembre 2022 e in giapponese da Kadokawa alla fine di marzo 2023. Il libro descrive la carriera di pattinaggio artistico di Chen dall'infanzia come figlio più giovane di immigrati cinesi americani fino al suo successo, alla determinazione della sua famiglia a finanziare allenamenti costosi, al suo infortunio all'anca e al successivo intervento chirurgico nel 2016 e alla sua delusione per le Olimpiadi invernali del 2018. Nel febbraio 2023, HarperCollins ha pubblicato il primo libro per bambini di Chen, Wei Skates On, che è un libro illustrato sul sentirsi nervoso e sulla riformulazione del pensiero negativo, con illustrazioni di Lorraine Nam. Il libro racconta la storia di un ragazzo di nome Wei che impara ad affrontare le sue paure e a trovare gioia nello sport. Wei Skates On è stato pubblicato in giapponese nell'agosto 2023 da Shinshokan.

## Record
- Primo pattinatore nella storia ad aver eseguito due quadrupli lutz nello stesso programma. (Skate America 2017)
- Primo pattinatore nella storia ad aver mai atterrato cinque differenti tipi di salti quadrupli in competizione (quadruplo toe loop, salchow, loop, flip e lutz).[1]
- Primo pattinatore nella storia ad aver mai eseguito sette salti quadrupli puliti in una competizione. (campionati nazionali statunitensi 2017)
- Primo pattinatore ad eseguire quattro salti quadrupli differenti in una competizione. (lutz, salchow, toe loop e flip). (campionati dei quattro continenti 2017)
- Primo pattinatore ad eseguire cinque salti quadrupli in un programma libero. (campionati dei quattro continenti 2017)
- Primo pattinatore ad atterrare una combinazione quadruplo flip - triplo toe loop in competizione. (NHK Trophy 2016)
- Primo pattinatore ad atterrare otto salti quadrupli in gara, di cui sei nei programma libero. (campionati mondiali 2018)

## Programmi
| Stagione  | Programma corto                                                                              | Programma libero | Esibizione                                                               |
| --------- | -------------------------------------------------------------------------------------------- | --- | ------------------------------------------------------------------------ |
| 2018-2019 | - Caravan di Duke Ellington, coreografia di Shae-Lynn Bourne                                 | - Land of All di Yoann Lemoine, coreografia di Samuel Chouinard, Marie-France Dubreuil                                    | - No Good dei Kaleo, coreografia di Shae-Lynn Bourne                     |
| 2017–2018 | - Nemesis by Benjamin Clementine, coreografia di Shae-Lynn Bourne                            | - Mao's Last Dancer di Christopher Gordon - La sagra della primavera di Igor' Stravinskij, coreografia di Lori Nichol     | - Parachute di Otto Knows, coreografia di Benoît Richaud                 |
| 2016–2017 | - Le Corsaire di Adolphe Adam, Léo Delibes,, coreografia di Marina Zueva                     | - Danze polovesi di Alexander Borodin, coreografia di Nadia Kanaeva                                                       | - Stole the Show di Kygo, coreografia di Nathan Chen                     |
| 2015–2016 | - Smile - Smooth Criminal di Michael Jackson, coreografia di Nadia Kanaeva                   | - Sinfonia nr.3 con organo di Camille Saint-Saëns, coreografia di Nikolai Morozov                                         | - Dream On degli Aerosmith, coreografia di Nathan Chen                   |
| 2014–2015 | - Smile - Smooth Criminal di Michael Jackson, coreografia di Nadia Kanaeva                   | - Concerto per pianoforte nr.1 in Mi minore di Frederic Chopin, coreografia di Nadia Kanaeva                              | - Best Day of My Life degli American Authors, coreografia di Adam Rippon |
| 2013–2014 | - Estate - Inverno (da Le quattro stagioni) di Antonio Vivaldi, coreografia di Nadia Kanaeva | - Chattanooga Choo Choo di Glenn Miller - Summertime (da Porgy and Bess) di George Gershwin, coreografia di Nadia Kanaeva | - Home di Phillip Phillips, coreografia di Phillip Mills                 |

## Risultati

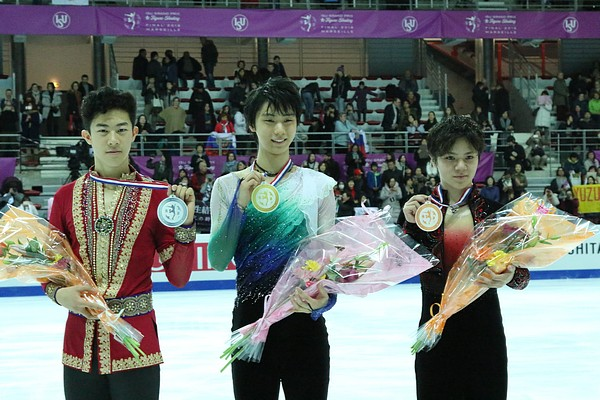
Nathan Chen (argento) alla finale del Grand Prix 2016-17 di Marsiglia.

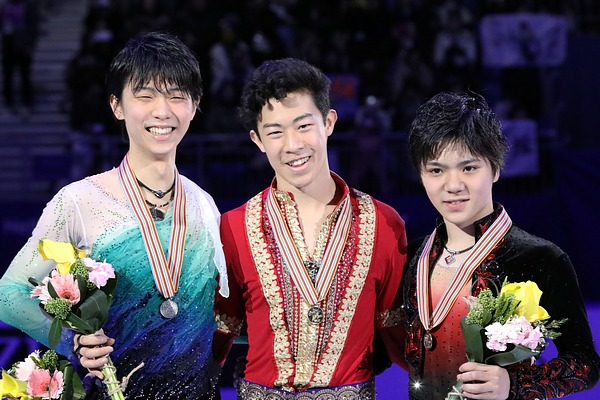
Nathan Chen (al centro) ai Campionati dei Quattro Continenti del 2017.

| Competizioni internazionali in categoria senior | Competizioni internazionali in categoria senior | Competizioni internazionali in categoria senior | Competizioni internazionali in categoria senior | Competizioni internazionali in categoria senior | Competizioni internazionali in categoria senior | Competizioni internazionali in categoria senior | Competizioni internazionali in categoria senior | Competizioni internazionali in categoria senior | Competizioni internazionali in categoria senior | Competizioni internazionali in categoria senior | Competizioni internazionali in categoria senior | Competizioni internazionali in categoria senior | Competizioni internazionali in categoria senior |
| Evento | 2009–10                                         | 2010–11                                         | 2011–12                                         | 2012–13                                         | 2013–14                                         | 2014–15                                         | 2015–16                                         | 2016–17                                         | 2017–18                                         | 2018-19                                         | 2019-20                                         | 2020-21                                         | 2021-22                                         |
| --- | ----------------------------------------------- | ----------------------------------------------- | ----------------------------------------------- | ----------------------------------------------- | ----------------------------------------------- | ----------------------------------------------- | ----------------------------------------------- | ----------------------------------------------- | ----------------------------------------------- | ----------------------------------------------- | ----------------------------------------------- | ----------------------------------------------- | ----------------------------------------------- |
| Giochi olimpici invernali |                                                 |                                                 |                                                 |                                                 |                                                 |                                                 |                                                 |                                                 | 5º                                              |                                                 |                                                 |                                                 | 1º                                              |
| Campionati mondiali |                                                 |                                                 |                                                 |                                                 |                                                 |                                                 | R                                               | 6º                                              | 1º                                              | 1º                                              | C                                               | 1º                                              | R                                               |
| Quattro Continenti |                                                 |                                                 |                                                 |                                                 |                                                 |                                                 |                                                 | 1º                                              |                                                 |                                                 |                                                 |                                                 |                                                 |
| GP Finale |                                                 |                                                 |                                                 |                                                 |                                                 |                                                 |                                                 | 2º                                              | 1º                                              | 1º                                              | 1º                                              |                                                 | C                                               |
| GP NHK Trophy |                                                 |                                                 |                                                 |                                                 |                                                 |                                                 |                                                 | 2º                                              |                                                 |                                                 |                                                 |                                                 |                                                 |
| GPTrophée Eric Bompard |                                                 |                                                 |                                                 |                                                 |                                                 |                                                 |                                                 | 4º                                              |                                                 | 1º                                              |                                                 |                                                 |                                                 |
| GP Skate America |                                                 |                                                 |                                                 |                                                 |                                                 |                                                 |                                                 |                                                 | 1º                                              | 1º                                              |                                                 | 1º                                              | 3º                                              |
| GP Skate Canada |                                                 |                                                 |                                                 |                                                 |                                                 |                                                 |                                                 |                                                 |                                                 |                                                 |                                                 |                                                 | 1º                                              |
| GP Rostelecom Cup |                                                 |                                                 |                                                 |                                                 |                                                 |                                                 |                                                 |                                                 | 1º                                              |                                                 |                                                 |                                                 |                                                 |
| Finlandia Trophy |                                                 |                                                 |                                                 |                                                 |                                                 |                                                 |                                                 | 1º                                              |                                                 |                                                 |                                                 |                                                 |                                                 |
| U.S. Classic |                                                 |                                                 |                                                 |                                                 |                                                 |                                                 |                                                 |                                                 | 1º                                              |                                                 |                                                 |                                                 |                                                 |
| Internazionali: junior |                                                 |                                                 |                                                 |                                                 |                                                 |                                                 |                                                 |                                                 |                                                 |                                                 |                                                 |                                                 |                                                 |
| Campionati mondiali |                                                 |                                                 |                                                 |                                                 | 3º                                              | 4°                                              | R                                               |                                                 |                                                 |                                                 |                                                 |                                                 |                                                 |
| JGP Finale |                                                 |                                                 |                                                 |                                                 | 3º                                              |                                                 | 1º                                              |                                                 |                                                 |                                                 |                                                 |                                                 |                                                 |
| JGP Austria |                                                 |                                                 |                                                 | 1º                                              |                                                 |                                                 |                                                 |                                                 |                                                 |                                                 |                                                 |                                                 |                                                 |
| JGP Belgio |                                                 |                                                 |                                                 |                                                 | 1º                                              |                                                 |                                                 |                                                 |                                                 |                                                 |                                                 |                                                 |                                                 |
| JGP Croazia |                                                 |                                                 |                                                 | R                                               |                                                 | 2º                                              |                                                 |                                                 |                                                 |                                                 |                                                 |                                                 |                                                 |
| JGP Messico |                                                 |                                                 |                                                 |                                                 | 1º                                              |                                                 |                                                 |                                                 |                                                 |                                                 |                                                 |                                                 |                                                 |
| JGP Spagna |                                                 |                                                 |                                                 |                                                 |                                                 |                                                 | 1º                                              |                                                 |                                                 |                                                 |                                                 |                                                 |                                                 |
| JGP Stati Uniti |                                                 |                                                 |                                                 |                                                 |                                                 |                                                 | 1º                                              |                                                 |                                                 |                                                 |                                                 |                                                 |                                                 |
| Gardena Spring Trophy |                                                 |                                                 | 1º N                                            |                                                 |                                                 |                                                 |                                                 |                                                 |                                                 |                                                 |                                                 |                                                 |                                                 |
| Competizioni nazionali |                                                 |                                                 |                                                 |                                                 |                                                 |                                                 |                                                 |                                                 |                                                 |                                                 |                                                 |                                                 |                                                 |
| Campionati statunitensi | 1º N                                            | 1º N                                            | 1º J                                            | 3º J                                            | 1º J                                            | 8º                                              | 3º                                              | 1º                                              | 1º                                              | 1º                                              | 1º                                              | 1º                                              | 1º                                              |
| Gare a squadre |                                                 |                                                 |                                                 |                                                 |                                                 |                                                 |                                                 |                                                 |                                                 |                                                 |                                                 |                                                 |                                                 |
| Giochi olimpici invernali |                                                 |                                                 |                                                 |                                                 |                                                 |                                                 |                                                 |                                                 | 3º S 4º P                                       |                                                 |                                                 |                                                 | 1º S 1º P                                       |
| World Team Trophy |                                                 |                                                 |                                                 |                                                 |                                                 |                                                 |                                                 | 3º S 2º P                                       |                                                 | 1º S 1º P                                       |                                                 | 2º S 1º P                                       |                                                 |
| Japan Open |                                                 |                                                 |                                                 |                                                 |                                                 |                                                 |                                                 |                                                 | 3º S 2º P                                       | 3º S 4º P                                       | 3º S 1º P                                       |                                                 |                                                 |
| Categorie: N = Novizi; J = Junior; R = ritirato; S = Risultato della squadra; P = Risultato personale. Medaglie assegnate solo per il risultato della squadra. |                                                 |                                                 |                                                 |                                                 |                                                 |                                                 |                                                 |                                                 |                                                 |                                                 |                                                 |                                                 |                                                 |